# Rajd Wisły 1968
18. Rajd Wisły – 18. edycja Rajdu Wisły. Był to rajd samochodowy rozgrywany od 13 do 15 września 1968 roku. Była to czwarta runda Rajdowych Samochodowych Mistrzostw Polski w roku 1968. Rajd składał się z następujących prób sportowych: 3 odcinków specjalnych, 3 prób szybkości górskiej, próby zrywu, próby hamowania i próby zwrotności. Został rozegrany na nawierzchni asfaltowej. Zwycięzcą rajdu został Sobiesław Zasada.

## Wyniki końcowe rajdu[1][2]
| Miejsce | Kierowca               | Pilot               | Samochód             | Czas  | Strata | Grupa Klasa |
| ------- | ---------------------- | ------------------- | -------------------- | ----- | ------ | ----------- |
| 1       | Sobiesław Zasada       | Ewa Zasada          | Porsche 911 L        | 8:10  | -      | 6           |
| 2       | Krzysztof Komornicki   | Zygmunt Wiśniowski  | Renault 8 Gordini    | 8:32  | +22    | 4           |
| 3       | Adam Smorawiński       | Andrzej Zembrzuski  | BMW 1600 TI          | 9:19  | +1:09  | 5           |
| 4       | Ryszard Nowicki        | Czesław Wodnicki    | NSU 1000 TT          | 9:21  | +1:11  | 4           |
| 5       | Włodzimierz Markowski  | Marian Wangrat      | Porsche 912          | 9:24  | +1:14  | 5           |
| 6       | Henryk Mandera         | Józef Zawisz        | Wartburg 312         | 9:41  | +1:31  | 3           |
| 7       | Ryszard Kopczyk        | Wojciech Siwecki    | Alfa Romeo Giulia TI | 9:44  | +1:34  | 5           |
| 8       | Zbigniew Gawryłkiewicz | Mirosław Wojtaszek  | Fiat 124             | 9:56  | +1:46  | 4           |
| 9       | Jan Wojczaczek         | Jacek Chmielewski   | NSU Prinz 1000 S     | 10:06 | +1:56  | 3           |
| 10      | Ryszard Żyszkowski     | Tadeusz Kurmanowicz | Fiat 850             | 10:08 | +1:58  | 1-2         |